# Театр Воспитательного дома
Театр Воспитательного дома — театр в Москве при Воспитательном доме.

## История
В 1772 году при Воспитательном доме учреждены классы «изящных искусств». В классах преподавали актёры: Иван Калиграф, известный по роле Димитрия Самозванца в трагедии Сумарокова «Дмитрий Самозванец»; Василий Померанцев, известный по роле Бартоло в «Фигарова женитьба» Бомарше; И. Ф. Лапин — сценическое искусство.
В конце 1773 года из классов сформировался домашний театр. В 1778 году репертуар театра состоял из 12 комедий, 2 опер и балетов.
В октябре 1783 года барон А. Ф. Ванжура, музыкант, устроил проект по созданию публичного театра при Воспитательном доме. В ноябре 1783 года императрица Российской Империи Екатерина II отдала Головинский оперный дом на Яузе Воспитательному дому. 9 февраля 1784 года публичный театр воспитательного дома, на Яузе, начал работу. Его первый спектакль была пантомима «Морские разбойники» и балет «Венера и Адонис». На открытии публичного театра присутствовал антрепренёр Майкл Меддокс, у которого было право на содержание публичных представлений. Он негодовал после своего визита и подал жалобу Екатерине. Уже в ноябре 1784 года актёры из Театра Воспитательного дома включены в Петровский театр по договорённости между М. Медокосом и Опекунским совета Воспитательного дома.
Впоследствии в декабре 1789 года Меддокс из-за материальных затруднений вынужден был передать свои заведения в управление Опекунскому совету Воспитательного дома. В 1801 году Петровский театр со всем принадлежавшим имуществом поступил в собственность московского Воспитательного дома и в императорскую казну.